# 내 사랑 에레나
"내 사랑 에레나"는 한국에서 제작된 김수용 감독의 1976년 영화이다. 태현식 등이 주연으로 출연하였고 주동진 등이 제작에 참여하였다.

## 출연

### 주연
- 태현식
- 천동식

## 기타
- 원작자: 최원영